# معركة تل رفعت
معركة تل رفعت هي معركة وقعت في 27 أبريل (نيسان) 2016 في مدينة تل رفعت الواقعة بمحافظة حلب في سوريا خلال الحرب الأهلية السورية.

## التسلسل الزمني للأحداث
في 27 أبريل (نيسان) 2016 قامت القوات التابعة للمعارضة السورية والتي كانت تتمركز في أعزاز ومارع بشن هجوم على بلدة تل رفعت الواقعة بمنطقة أعزاز بمحافظة حلب، والتي كانت تُسيطر عليها وحدات حماية الشعب الكردية منذ 15 فبراير (شباط) 2016 بهدف استعادة السيطرة عليها. شارك في تنفيذ الهجوم مقاتلون من حركة أحرار الشام ومجموعات من الجبهة الشامية والجيش السوري الحر. ودار القتال في محيط تل رفعت وفي عين دقنة والبراد وتلة البيلونية، ولكن بعد عدة ساعات من الاشتباكات، فشل الهجوم وتمكن مقاتلو وحدات حماية الشعب من التصدي للمُهاجمين.

## الخسائر البشرية
بلغت الخسائر البشرية التي نجمت عن القتال في منطقة تل رفعت بحسب ما أعلنه المرصد السوري لحقوق الإنسان ما لا يقل عن 53 قتيلًا في صفوف المعارضة السورية بينما لقي ما لا يقل عن 11 مقاتلًا من قوات سوريا الديمقراطية حتفهم. ومن جانبها، قدرت وحدات حماية الشعب الكردية في بيان صحفي لها عدد المُهاجمين الذين لقيوا حتفهم أثناء القتال بنحو 88 شخصًا، وأعلنت أنها كانت تحتجز جثث 66 منهم. قامت وحدات حماية الشعب الكردية عقب انتهاء الاشتباكات باستعراض جثث حوالي خمسين قتيلًا ادّعت أنهم أعضاء في جماعة أحرار الشام التي شاركت في الهجوم على تل رفعت القوات التابعة، وقد كُدست الجُثث على شاحنة وطافت في شوارع عفرين.